# Nationale Unie voor de vooruitgang van Roemenië
Nationale Unie voor de vooruitgang van Roemenië (Roemeens: Uniunea Națională pentru Progresul României, UNPR) was een Roemeense politieke partij opgericht op 20 april 2010 door uitgetreden leden van de PSD, PNL en PC uit steun voor Traian Băsescu als presidentskandidaat (zie: Roemeense presidentsverkiezingen 2009), onder leiding van voormalig PSD-lid Gabriel Oprea die voorzitter bleef tot maart 2016. Na zijn opstappen viel de partij uiteen.
De UNPR leiding bestond volledig uit PSD leden, voormalige ministers van de Adrian Năstase regering die ook zitting hadden in Emil Boc’s eerste kabinet. Dat kabinet viel na een motie van wantrouwen geïnitieerd door de PNL en gesteund door de PSD, die pas uit deze regering waren gestapt. Oprea werd toen al door zijn eigen partij gewantrouwd. Naast Oprea traden ook Marian Sârbu (voorzitter) en Cristian Diaconescu (erevoorzitter) toe tot de UNPR. Andere leden waren Neculai Onţanu (secretaris generaal), Serban Mihailescu (vicevoorzitter) en Eugen Nicolicea (vicevoorzitter).
De UNPR trad in 2009 toe tot het tweede kabinet Boc waarbij Oprea minister van defensie werd en Cristian Diaconescu werd minister van buitenlandse zaken. Dat bleven ze ook onder het kortdurende kabinet van Mihai Răzvan Ungureanu totdat in 2012 PSD’er Victor Ponta premier werd en de UNPR in de oppositie belandde. Marian Sârbu stapte toen uit de partij.
In 2011 trad de Nationaal Initiatief Partij (PIN) nog toe tot de UNPR, PIN-voorzitter Lavinia Șandru werd aangesteld als vicevoorzitter. Niet veel later vertrok ze alweer vanwege het gebrek aan steun voor haar ecologische punten.
Het eerste kabinet van Victor Ponta (PSD, PNL en PC) hield het zeven maanden vol. Het tweede kabinet kon wel rekenen op de steun van de UNPR. De UNPR ging na de lokale verkiezingen van 2012 een alliantie aan met de PSD onder de noemer Centrum-Linkse Alliantie (ACS) en Gabriel Oprea werd aangesteld als vice-premier en minister van binnenlandse zaken. Cristian Diaconescu stapte voor het aangaan van de alliantie uit de partij en ging als onafhankelijk parlementslid verder.
In aanloop naar de Europese verkiezingen van 2014 vormde de UNPR, de PSD en de PC een nieuwe alliantie onder de naam Sociaal Democratische Unie (USD). De andere regeringspartij, de PNL, stapte mede hierom uit de regering. De UNPR kwam met twee leden in het Europees Parlement (Damian Drăghici & Doru-Claudian Frunzulică). Na de val van het tweede kabinet van Ponta trad de Hongaarse partij (UDMR) toe tot het 4e Ponta kabinet. Gabriel Oprea bleef op zijn posten en Eugen Nicolicea werd minister van relaties met het parlement. Na de presidentiële verkiezingen van 2014 stapte de UDMR weer uit de regering en werd hun plaats ingenomen door de PLR. De UNPR behield zijn ministersposten. Ten tijde van de afwezigheid van PSD premier Victor Ponta in juli 2015, nam Gabriel Oprea het premierschap waar. Tijdens zijn zitting stemde de UNPR voor aanstelling van Mihai Razvan Ungureanu als hoofd van de geheime dienst, zeer tegen de wens van coalitiegenoot PSD. Op 2 augustus ging de PP-DD op in de UNPR nadat de partijleider Dan Diaconesu was veroordeeld en vele van zijn parlementsleden al de overstap hadden gemaakt. Sinds de verkiezingen van 2012 is het aantal parlementsleden van de UNPR gestegen van 15 naar 55 door fusies en het binnenhalen van dissidente parlementsleden van andere partijen. Dit bracht de UNPR er toe om in aanloop naar de regionale verkiezingen van 2016 nog geen alliantie aan te gaan en uit de parlementaire groep van de PSD te stappen om zijn eigen groep te beginnen.
Na de brand in de nachtclub Colectiv stapte Oprea op als vice premier en viel de regering waar de UNPR deel van uitmaakte. Daarna werd Oprea ook nog eens aangeklaagd voor corruptie inzake een ongeluk waarbij een van zijn gemotoriseerde begeleiders dodelijk verongelukte. Enkele maanden later werd hij ook nog eens aangeklaagd in een andere corruptie zaak. Hierop trad Oprea terug als voorzitter van de UNPR en werd zijn taak tijdelijk overgenomen door Neculai Onţanu (Burgemeester van Boekarest sector 2 en enkele weken na zijn aantreden zelf vervolgd wegens corruptie). Bij zijn afscheidt gaf aan de voorkeur te hebben voor Valeriu Steriu als zijn opvolger die enkele weken later ook daadwerkelijk werd gekozen.. De hint naar een samenwerking van UNPR met PNL zette vele leden van de UNPR ertoe aan de partij te verlaten en verder te gaan als onafhankelijk afgevaardigde of zich aan te sluiten bij de PSD. Hierdoor had de UNPR uiteindelijk geen leden meer in de Senaat en werd zij bijna gehalveerd in het parlement. Het overgebleven deel van de UNPR besloot op te gaan in de PMP van Traian Băsescu.

## Verwijzing
1. ↑  Agerpress.ro - PSD, UNPR and PC form Social Democratic Union electoral alliance
2. ↑  nine o'clock news - Social Democrat MPs will not attend voting session related to Mihai-Razvan Ungureanu
3. ↑  nine o'clock news - UNPR, clear winner of political migration
4. ↑  Romaniajournal - UNPR to have separate parliamentary group from PSD
5. ↑  (en) The Romania Journal - District 2 mayor Ontanu, behind bars for 30 days, 25 maart 2016
6. ↑  nine-oclock - Targeted by criminal probes, Gabriel Oprea resigns from UNPR leadership.Neculai Ontanu to lead the party ad interim
7. ↑  (en) The Romania Journal - UNPR has a new leader, 27 maart 2016
8. ↑  (en) nineoclock.ro - UNPR members turn to Social Democracy, 29 juni 2016
9. ↑  (en) romaniajournal.ro - UNPR to merge with PMP, Traian Basescu’s party 13 juli 2016

Alliantie van Liberalen en Democraten · Alliantie voor de Unie van Roemenen · Democratisch-Liberale Partij · Democratische Unie van Hongaren in Roemenië · Groot-Roemeniëpartij · Humanistischekrachtpartij · Nationale Democratische Partij · Nationaal-Liberale Partij · Nationale Christen-Democratische Boerenpartij · Nationale Unie voor de vooruitgang van Roemenië · Nieuwegeneratiepartij · Nieuwe Republiek · Noua Dreaptă · M10 · Partij Verenigd Roemenië · Red Roemenië-Unie · Roemeense Sociale Partij · Sociaaldemocratische Partij · Partijen van etnische minderheden · Volksbewegingspartij